# 天皇制ファシズム
天皇制ファシズム（てんのうせいファシズム）とは、第二次世界大戦終結までの日本の天皇制による体制や社会がファシズムの一種であったとする視点による用語。
1946年に丸山眞男が著書『超国家主義の論理と心理 他八篇』所収「超国家主義の論理と心理」で使用した。1970年代まで一定の地位を占めたが、ポストモダンの多面的な研究が進んだ1980年代以降には反論意見が相次ぎ、2010年代までには近代史研究者や政治学者からほぼ否定されるに至った。

## 概要
「天皇制ファシズム」または「日本ファシズム」との表現が使用されたのは、主に第二次世界大戦終結後からである。日本ファシズム連盟は小規模な政党であった。新体制運動はヨーロッパのファシズム運動の影響を受け、大政翼賛会につながったが、天皇の輔弼を掲げたもので一党独裁を掲げたものではなかった。五来欣造は、1931年にイタリア、フランス、ドイツ、イギリス、ロシアを回り、1932年に「ファッショか共産主義か」という講演を行っており、1933年に講演録が発行された。この講演の中で、ソ連の共産主義即ち無産階級による利己主義の失敗とイギリス、イタリア、ドイツにおけるファッショ（結束）の台頭を引いて、「ファッショとは階級的の利己主義に対する弾圧であって、国民経済の統一と、階級の調和を行うものであるとこう言うことができる」「ヨーロッパは無産階級の利己主義、即ち世界大戦以来、労働者の勢力、無産階級の勢力が余りに強くなって、資本を食い荒らして遂に行き詰まった。これに対して反動的に起こったものは今日のファッショ運動である。そういう意味においてファッショは、階級的利己主義に対して、国民本位の政治、即ち全体主義を主張している次第である」「階級の利益だけを計れば、国の窮乏となって、労働階級それ自身も、又遂に衣食の欠乏を来すという事実を、我等はかのロシアにおいて現実に見るのである」と述べている。
1932年の五・一五事件後、昭和天皇は犬養毅首相の後継推薦を行う元老西園寺公望に対し、「ファッショに近き者は絶対に不可なり」と要望を述べた。
1932年10月、小笠原長生は著書「昭和大暗殺史」で以下のように述べた。
1946年、丸山眞男は「超国家主義の論理と心理」で、「ファシズム」を「反革命のもっとも先鋭的な、もっとも戦闘的な形態」と定義して 、イタリアやドイツのファシズムは議会制社会下の大衆運動による「下からのファシズム」であったが、日本のファシズムは軍部や官僚による「上からのファシズム」であったとした。この「日本ファシズム論」は広く影響を与え、特に1940年代から1970年代に類似または関連した見解が多く登場した。

### 日本国内のファシズム運動の発展時期区分
第一の段階は、準備期で、ちょうど世界大戦の終わった頃から満州事変頃に至る時期を「民間における右翼運動の時代」といってよく、年代でいうと大正8年（1919年）・9年（1920年）から昭和6年（1931年）頃まで。
第二段階は、成熟期で、満州事変前後から二・二六事件に至る時期で、前期の運動が軍部勢力の一部と結託して、ファシズム運動の推進力となり、徐々に国政の中心を占めるようになる段階・過程である。また、3月事件、錦旗事件、血盟団事件、五・一五事件、神兵事件、士官学校事件、相沢事件、そして二・二六事件等に至るファッショのテロリズムが次々と勃発した時期である。年代的にいうと昭和6年（1931年）頃から昭和11年（1936年）に至る。
第三期は、日本ファシズムの完成時期で、官僚・重臣等の半封建的勢力と独占資本やブルジョア政党との間に、軍部が上からの露わな担い手として、不十分ながらも連合支配体制を作り上げた時期である。年代的にいうと昭和11年（1936年）の二・二六事件以後粛軍の時代から昭和20年（1945年）の敗戦までである。

## 批評
2017年時点では、第二次世界大戦終結までの日本の社会や体制を「天皇制ファシズム」または「日本ファシズム」とみなすかどうかについて、日本近代史研究者や政治学者の見解はおおむね否定的である。そして、日本の場合はせいぜい「戦時体制」あるいは軍国主義に過ぎず、政治体制としてのファシズムは成立しなかったとする見方が有力である。また、欧米諸国の日本研究者の間でも、日本におけるファシズムの成立を否定する見解が主流である。
なお「天皇制ファシズム」や「日本ファシズム」とみなすかどうかについての肯定論と否定論は以下の通り。

### 肯定論
- 三輪泰史は著書「日本ファシズムと労働運動」で、以下の見解を述べた。1935年頃を画期として、「警察精神」の作興が進み労使関係・市民生活への警察の介入が深化した。警察は弾圧のみならず、社会的諸対立の調整・統合・民衆動員などの機能を果たした。すなわち、イタリアやドイツではファシスト大衆組織が担った役割を担った。日本の「下から」のファシズム運動は、軍部・官僚などの既成権力への権力依存的特質を有していたとしている [13]。
- 教育学者で八戸工業大学教授の松浦勉は著書「日本ファシズムの戦争教育体制と融和教育」で、以下の見解を述べた。1942年8月に文部省社会教育局は『国民同和への道』を刊行し、はじめて政府の教育方針として同和教育政策の理念・具体的方針を示した。同書は被差別部落の児童・青年を同和教育を通じて「皇国民としての純真な自覚に立たしめ、苦悩に堪え、艱難を忍び、臣道実践に邁進する強健なる心身」に「陶冶・鍛錬」するというものであった。これは旧水平社の「下から」の運動のエネルギーをも利用し、部落の児童・青年を他の児童・青年以上の「皇国民」として「陶冶・鍛錬」することを提示しており、この同和教育の指針を「天皇制ファシズム」教育の極限形態の一つとして把握する学説がある [14]。
- 須崎愼一は著書「日本ファシズムとその時代」で、「様相の違いをもって、日本を、ファシズムでないときめつけてしまうわけにはいかない。同種の国家体制であれ、その国や民族の歴史的伝統や、その環境などによってさまざまなバリエ—ションをもつのは、ごく当然のことだから」との見解を述べた[15]。

### 否定論
- アメリカ人の政治学者、ケビン・M・ドークとグレゴリー・カスザでは、「保守系独裁」というラベルは当てはまるのに、ファシズムはみなされない。ドークによると、明治憲法を守る目的で、政府が標的にした反主流派は左翼だけではなく、右翼とファシストも含んだ[16]。
- コミンテルンおよび神山茂夫の見解では、当時の日本の政治体制は「軍事的・封建的帝国主義」であり、ファシズムとはみなされない。軍事的封建的帝国主義とは、ヨーロッパ列強の帝国主義と帝政ロシアの帝国主義を区別してレーニンが用いた言葉である。日本共産党の綱領も「日本帝国主義」で統一している[17]。
- 古川隆久は著書『昭和戦中期の議会と行政』で以下の見解を述べた。二度にわたる国体明徴声明では「我が国体は天孫降臨の際下し賜へる御神勅に依り昭示せらるる所にして、万世一系の天皇国を統治し給ひ、宝祚の隆は天地と倶に窮なし（第一次）」「政教其他百般の事項総て万邦無比なる我が国体の本義を基とし、その真髄を顕揚するを要す（第二次）」と謳われており、これは自由主義や社会主義のみならずファシズムを含めた外来の政治体制を排除する意図が存在していた（史的にも、これは既成の右派である観念右翼・日本主義者がファシズムを支持する革新右翼を攻撃する際にも用いられた）[18]。
- 姜尚中は、「戦前の日本はファシズムではなく、内部がバラバラの状態。天皇陛下のもとで一つにまとまっているように見えたけれど、かなりセクショナリズム（部局割拠主義）が強かったのではないか。そこがナチスドイツとは大きく違うのかもしれません。」と指摘している[19]。

### その他
- 歴史学者の伊藤隆は、日本ファシズムという概念の流行は、東京裁判の判決によるところが大きいとした。そこでは勝戦国によって、第二次世界大戦がファシズム対民主主義の戦いであるとイデオロギー化され正当化された。この東京裁判の論理が、日本共産党の掲げた「反戦・反ファシズム」とも親近性があったために、戦後学界の主流を成したマルクス主義史学では、戦前の日本の体制を当然の如くファシズムと規定した[20]。
- 政治学者の山口定は、丸山眞男の日本ファシズム論を評価すると同時に、丸山眞男によるファシズムの定義がコミンテルンによる定義と同じであるとの批判にも言及した[1]。
- 歴史学者の永井和は、「天皇制ファシズム」は、「天皇制」にアクセントが置かれるべきであり、疑似ファッショ的近代天皇制を指すものと解されるべきで、天皇制のもとでのファシズム国家を指すものではない、とする。逆に天皇制のもとでのファシズム国家と呼べるものは、例えば政党が数十万人の党員とさらにそれに倍する傘下大衆団体、優秀な私兵組織を持つ本格的な国家社会主義政党に発展し、社会の各層・各部分に渡って指導⇔服従関係を作り上げて、軍部とも拮抗し合える政治勢力になって、その強力な政治力を背景に、合法的に政権につき、さらに進んで天皇大権を党首に委任させる超憲法的措置を断行して、独裁的な一党指導体制が確立した状態なら、そう言いうるとした[21]。